# Eleição municipal de Parauapebas em 1992
A eleição municipal de Parauapebas ocorreu em 3 de outubro de 1992. O prefeito era Faisal Faris Salmen Houssein (PTB). Francisco Alves de Souza (PL) foi eleito prefeito em turno único.

## Resultado da eleição

### Primeiro turno
| Candidato                | Partido | №  | Coligação                | Votos | Válidos |
| ------------------------ | ------- | -- | ------------------------ | ----- | ------- |
| Francisco Alves de Souza | PL      | 22 | PL–PSDB–PTB–PPS          |       |         |
| Darci Lermen             | PT      | 13 | PT–PC–PCdoB–PDT–PSB–PV   |       |         |
| Asdrubal Bentes          | PMDB    | 15 | PMDB/PDS/PST/PTR/PSC/PRP |       |         |
| Bel Mesquita             | PRN     | 36 | PRN/PFL/PTdoB/PDC/PMN    |       |         |